# Dadeland
Dadeland è un sobborgo di Kendall, un Census-designated place situato nella parte meridionale della Contea di Miami-Dade dello Stato della Florida (Stati Uniti d'America).